# Macrodorcas recta
Macrodorcas recta là một loài bọ cánh cứng trong họ Lucanidae. Loài này được Motschulsky mô tả khoa học năm 1857.